# Monocentrus minicornis
Monocentrus minicornis är en insektsart som beskrevs av Capener 1972. Monocentrus minicornis ingår i släktet Monocentrus och familjen hornstritar. Inga underarter finns listade i Catalogue of Life.